# Killing Stalking
Killing Stalking е южнокорейска манхва, написана и илюстрирана от Koogi. Беше публикуван онлайн на корейски и английски от Lezhin Comics и спечели голямата награда от ₩ 100 000 000 на Втория световен конкурс за комикси Lezhin.  
Сериалът е лицензиран на английски в печатен формат от Seven Seas Entertainment . 

## Парцел
Историята проследява Юн Бъм, млад, психично болен мъж с тежко минало. След като се увлича по О Санглу, връстник от времето му в армията, който го спасява от опит за изнасилване, той решава да влезе в дома на Санглу, докато той е извън дома си. Юн Бъм намира вързана, натъртена жена в мазето на Санглу и преди да успее да я освободи, той е открит от Санглу, за когото се разбира, че е сериен убиец. Тогава Санглу чупи глезените на Бъм и въпреки предишната любов на Юн Бъм към него, Санглу поставя Бъм в изключително обидна и манипулативна връзка до самия край.

## Герои
- Юн Бъм (윤범)

Юн Бъм е главният герой на Killing Stalking. Тъй като родителите му умират, когато е малък, Бъм е даден на баба си и чичо си, като те го малтретират, изнасилват и го карат да гладува, което прави Юн Бъм жертва на насилие през целия живот, поради това, че също е бил тормозен в училище, сексуално малтретиран и изнасилван в казармата и Санглу също го малтретира по няколко начина. Бъм е тих, срамежлив, плах и чувствителен индивид, който страда от BPD и често се бори социално. Виждайки привързаността към него като знак на любов, Бъм лесно се привързва към хора, които му показват обич поради самотното си желание за това, тъй като никога преди не е получавал такава. Справяйки се с малтретирането на чичо си, самотата и мислейки, че не е нужен на никого, Юн Бъм редовно си реже китките в миналото, за да се справи.
- Ох Санглу (오상우)

Ох Санглу е вторият главен герой на Killing Stalking, основният антагонист. Зад фалшивото си лице в обществото, той всъщност е жесток и безмилостен индивид, който отвлича, малтретира, измъчва, изнасилва и убива хора, като не проявява абсолютно никаква милост към жертвите си или разкаяние за което и да е от действията си. Той е силно нарцистичен и гледа отвисоко на всички, преструвайки се, че всъщност го е грижа за другите, само за да ги удари с искрена враждебност, когато си поиска.
- Ян Сюнбе (양승배)

Янг Сеунгбае е бивш следовател, който е понижен в патрулиращ полицай. Както беше отбелязано от неговия началник, той изглежда се намесва твърде много в разследванията и се доверява на своята (в повечето случаи точна) интуиция, дори когато липсват доказателства. Послушен и склонен към скептицизъм, той често пренебрегва заключенията на другите. Тези черти се оказват пагубни, тъй като му костват мястото в разследващия екип.

## Препратки
1. ↑  1억원 고료 레진 공모전에 '킬링 스토킹' 선정 //   ET News.
2. ↑  제2회 레진 세계만화공모전, '킬링 스토킹' 대상 원문보기 //   NoCutNews.
3. ↑  Seven Seas Licenses Lezhin Webtoons KILLING STALKING, LOVE IS AN ILLUSION!, and PULSE for Print Release //  Seven Seas Entertainment.   Посетен на January 5, 2022.

## Външни връзки
- Официален уебсайт на Killing Stalking на Lezhin (in English)

## Виж още
- Манга
- Комикси